# Luriecq

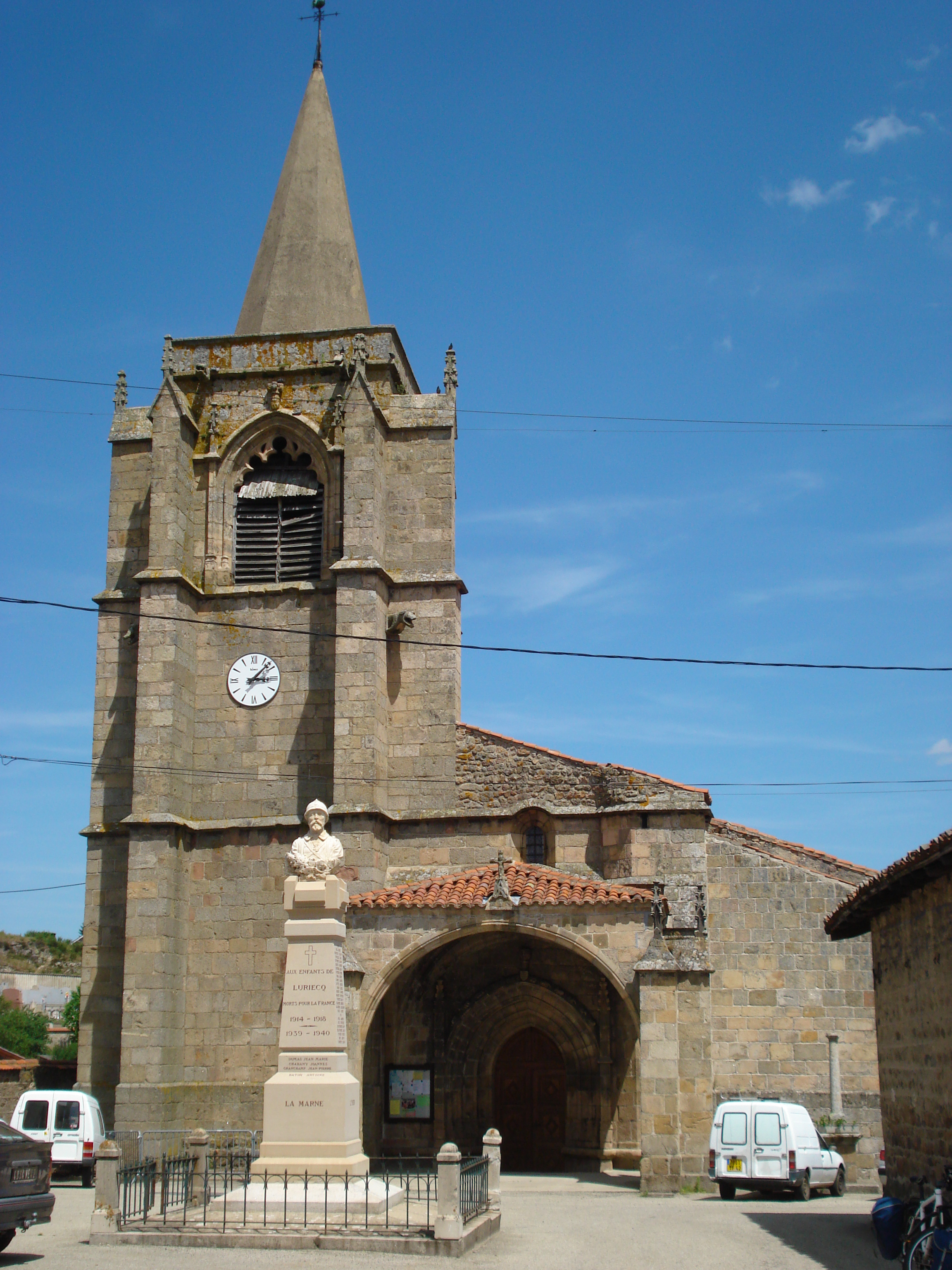
Kościół w Luriecq, 2009

Luriecq – miejscowość i gmina we Francji, w regionie Owernia-Rodan-Alpy, w departamencie Loara.
Według danych na rok 1990 gminę zamieszkiwało 625 osób, a gęstość zaludnienia wynosiła 31 osób/km² (wśród 2880 gmin regionu Rodan-Alpy Luriecq plasuje się na 1043. miejscu pod względem liczby ludności, natomiast pod względem powierzchni na miejscu 497.).